# Kurt Hlaweniczka
Kurt Hlaweniczka (* 5. Jänner 1930 in Wien; † 28. Jänner 2008 ebenda) war ein österreichischer Architekt.

## Leben
Hlaweniczka studierte bis 1956 an der Technischen Hochschule in Wien Architektur und belegte anschließend zusätzliche Kurse an der ETH Zürich und in den USA. Ab 1959 führte er sein eigenes Büro. Daneben war er zwischen 1962 und 1967 als Geschäftsführer der Gemeinnützigen Wohnungsbau GmbH (GEWOG) tätig. In den 1970er bis 1990er Jahren schuf er oftmals in Arbeitsgemeinschaften mit anderen Architekten in Wien und Niederösterreich eine Reihe von großen Wohn- und Verwaltungsgebäuden. Dabei beschritt er oftmals völlig neue Wege und gilt als österreichischer Pionier der interdisziplinären Gesamtplanung.
An Auszeichnungen erhielt er unter anderem: Silbernes Ehrenzeichen für Verdienste um das Land Wien (Verleihung 12. April 1988, Übernahme 5. Oktober 1988), Österreichisches Ehrenkreuz für Wissenschaft und Kunst (Verleihung 18. September 1976), Ehrenkreuz für Wissenschaft und Kunst I. Klasse (Verleihung 25. März 1977) und 1992 die Ernennung zum Ehrensenator der Technischen Universität Wien.
Kurt Hlaweniczka war ab 1965 Mitglied der Freimaurerloge Fraternitas und 1977 Gründungsmitglied der Loge Zur Brüderlichen Harmonie.

## Werke (Auswahl)

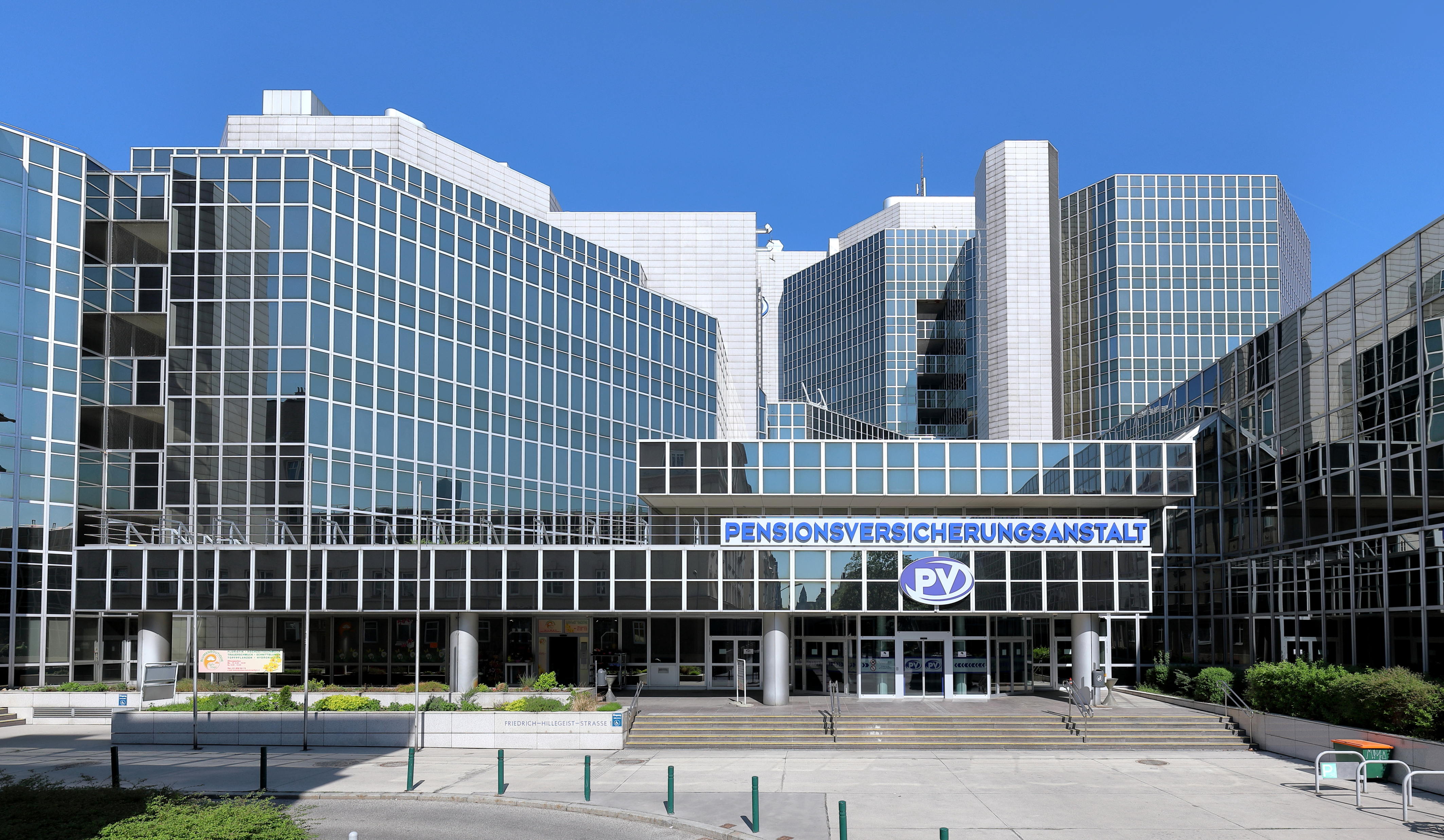
PVA-Zentrale im 2. Wiener Gemeindebezirk mit Hannes Lintl
(1977–1981)

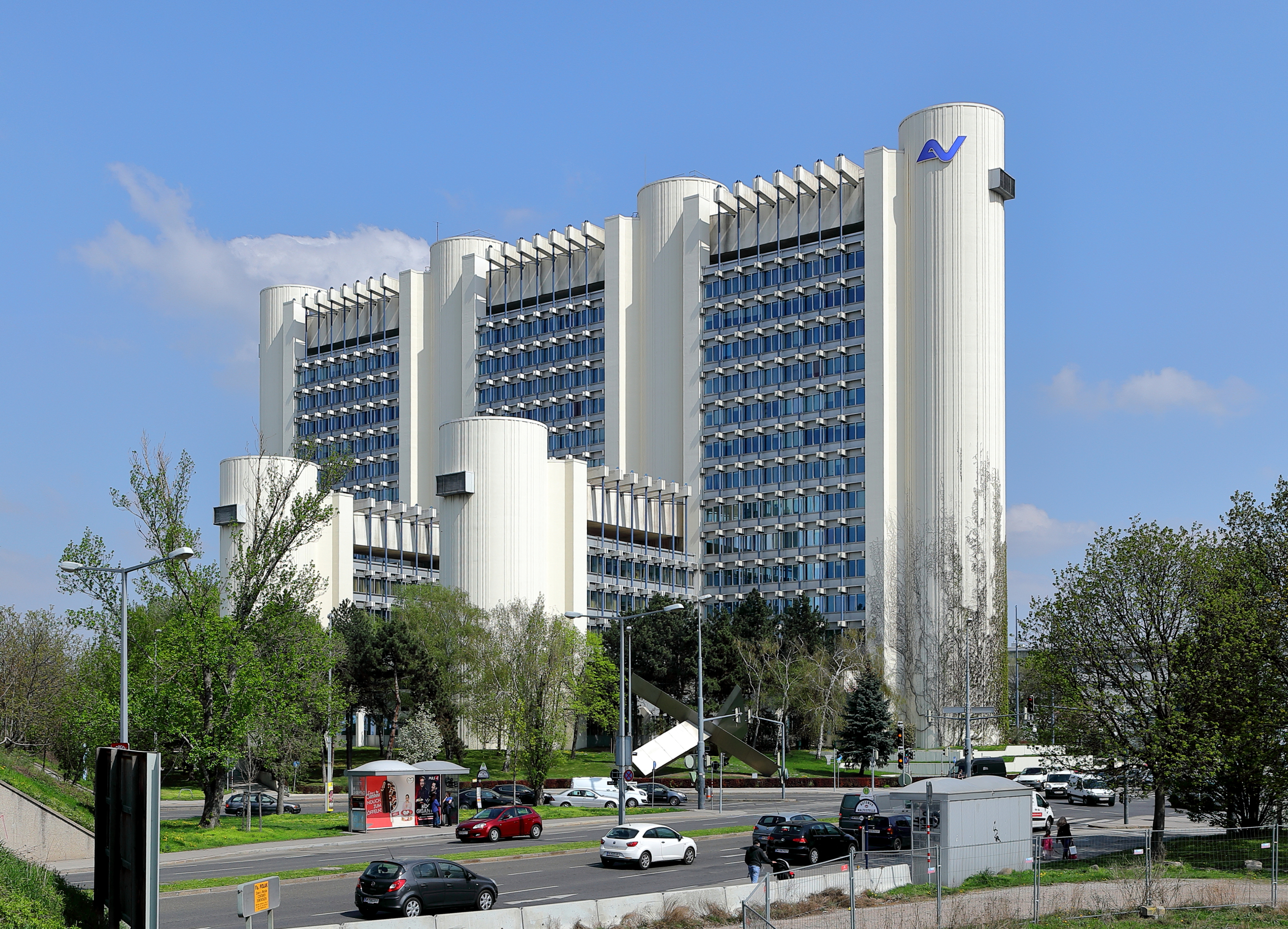
Verwaltungsgebäude der AUVA im 20. Wiener Gemeindebezirk; 1977 eröffnet

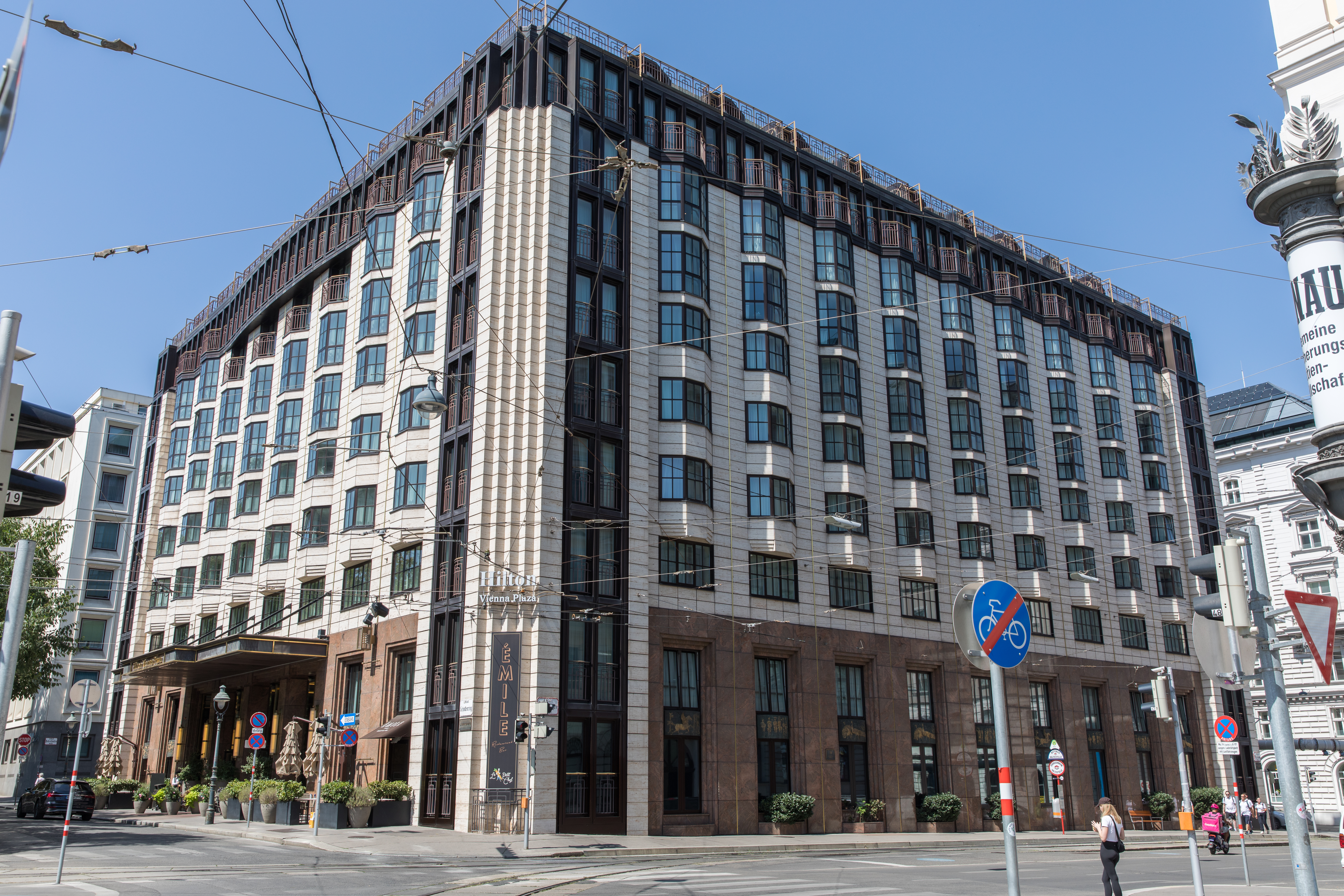
Hilton Vienna Plaza (2024)

- WU-Hauptgebäude an der Althanstraße (Generalplanung, eröffnet 1982)[7]
- Wohnpark Alterlaa; Planung in Arbeitsgemeinschaft mit Harry Glück & Partner und Requat&Reinthaller (1973–1985).[8]
- Pensionsversicherungsanstalt der Angestellten, Wien 2; mit Hannes Lintl (1977–1981)[1]
- Verwaltungszentrum der Allgemeinen Unfallversicherungsanstalt, Wien 20 (1972–1977)[1]
- Hilton Hotel Vienna Plaza: Eröffnung: Oktober 1988
- Verwaltungsgebäude der Philips Data Systems, Wien 10[9]
- Internationales Pressezentrum, Wien 19[9]
- Philips Videowerk und Philips Elektronikfabrik, Wien 23[9]
- Rehabilitationszentrum der Allgemeinen Unfallversicherungsanstalt in Klosterneuburg (Niederösterreich, mit H. Lintl).[9]